# Gouverneurswahl in Kalifornien 2010
Die Gouverneurswahl in Kalifornien 2010 fand am 2. November 2010 statt. Bei ihnen wurde der Gouverneur von Kalifornien gewählt. Die Vorwahlen wurden am 8. Juni 2010 abgehalten. Da es den Amtsinhabern in Kalifornien seit dem 6. November 1990 verfassungsrechtlich untersagt war, für mehr als zwei Amtszeiten als Gouverneur zu amtieren, durfte der republikanische Gouverneur Arnold Schwarzenegger nicht mehr für eine dritte Amtszeit kandidieren. Der ehemalige Gouverneur Jerry Brown, für den die Amtszeitbeschränkungen aufgrund einer besonderen Klausel nicht galten, besiegte als demokratischer Kandidat die Republikanerin Meg Whitman bei den Wahlen. Brown wurde am 3. Januar 2011 im Amt vereidigt.

## Vorwahl
Wie bei vielen Wahlen in den USA üblich, bestimmen die Wähler zunächst im Rahmen einer Vorwahl (Primary) jenen Kandidaten, der bei der eigentlichen Wahl als einziger für seine jeweilige Partei gegen die Kandidaten der anderen Parteien antritt.

### Vorwahl der Republikaner
| Kandidaten                                                  | Parteien                          | Stimmen   | %    |
| ----------------------------------------------------------- | --------------------------------- | --------- | ---- |
| Meg Whitman                                                 | Republikanische Partei            | 1.529.534 | 64,3 |
| Steve Poizner                                               | Republikanische Partei            | 632.940   | 26,6 |
| Lawrence Naritelli                                          | Republikanische Partei            | 54.202    | 2,3  |
| Robert Newman                                               | Republikanische Partei            | 38.462    | 1,6  |
| Ken Miller                                                  | Republikanische Partei            | 36.609    | 1,5  |
| Bill Chambers                                               | Republikanische Partei            | 34.243    | 1,4  |
| Douglas Hughes                                              | Republikanische Partei            | 26.085    | 1,1  |
| David Tully-Smith                                           | Republikanische Partei            | 24.978    | 1,1  |
| Steven Paul Mozena                                          | Republikanische Partei (Write-in) | 26        | 0,0  |
| Gesamt                                                      | Gesamt                            | 2.377.079 | 100  |
|                                                             |                                   |           |      |
| Quelle: Office of the Secretary of State, Statement of vote |                                   |           |      |

### Vorwahl der Demokraten
| Kandidaten                                                  | Parteien                        | Stimmen   | %    |
| ----------------------------------------------------------- | ------------------------------- | --------- | ---- |
| Jerry Brown                                                 | Demokratische Partei            | 2.021.189 | 84,4 |
| Richard Aguirre                                             | Demokratische Partei            | 95.596    | 4,0  |
| Charles Pineda                                              | Demokratische Partei            | 94.669    | 4,0  |
| Vibert Greene                                               | Demokratische Partei            | 54.225    | 2,3  |
| Joe Symmon                                                  | Demokratische Partei            | 54.122    | 2,3  |
| Lowell Tesoro                                               | Demokratische Partei            | 39.930    | 1,7  |
| Peter Schurman                                              | Demokratische Partei            | 35.450    | 1,5  |
| Nadia B. Smalley                                            | Demokratische Partei (Write-In) | 106       | 0,0  |
| Gesamt                                                      | Gesamt                          | 2.395.287 | 100  |
|                                                             |                                 |           |      |
| Quelle: Office of the Secretary of State, Statement of vote |                                 |           |      |

## Gouverneurswahl
Die Gouverneurswahl fand am 2. November 2010 statt.
| Kandidaten                                                  | Kandidaten          | Parteien                   | Stimmen    | %    |
| ----------------------------------------------------------- | ------------------- | -------------------------- | ---------- | ---- |
|                                                             | Jerry Brown         | Demokratische Partei       | 5.428.149  | 53,8 |
|                                                             | Meg Whitman         | Republikanische Partei     | 4.127.391  | 40,9 |
|                                                             | Chelene Nightingale | American Independent Party | 166.312    | 1,6  |
|                                                             | Dale Ogden          | Libertarian Party          | 150.895    | 1,5  |
|                                                             | Laura Wells         | Green Party                | 129.224    | 1,3  |
|                                                             | Carlos Alvarez      | Peace and Freedom Party    | 92.851     | 0,9  |
|                                                             | –                   | Write-ins                  | 363        | 0,0  |
| Gesamt                                                      | Gesamt              | Gesamt                     | 10.095.185 | 100  |
|                                                             |                     |                            |            |      |
| Ungültige Stimmen                                           | Ungültige Stimmen   | Ungültige Stimmen          | 205.207    | 2,0  |
| Wähler                                                      | Wähler              | Wähler                     | 10.300.392 | 59,6 |
| Wahlberechtigte                                             | Wahlberechtigte     | Wahlberechtigte            | 17.285.883 |      |
|                                                             |                     |                            |            |      |
| Quelle: Office of the Secretary of State, Statement of vote |                     |                            |            |      |